# Stazione di Isurugi
La stazione di Isurugi (石動駅?, Isurugi-eki) è una fermata ferroviaria della città di Oyabe, nella prefettura di Toyama in Giappone. La stazione è gestita dalla JR West e serve la linea principale Hokuriku.
La stazione era anche fino al 1972, anno in cui è stata soppressa, capolinea della linea Kaetsu delle ferrovie Kaetsunō.

## Linee
JR West
■ Linea principale Hokuriku

## Struttura
La fermata è costituita da un marciapiede laterale e uno a isola con tre binari passanti. Le banchine sono collegate al fabbricato viaggiatori da un sovrappassaggio, e sono presenti servizi igienici, un chiosco vendita, biglietteria automatica e presenziata.
| 1   | ■ Linea principale Hokuriku | per Toyama e Naoetsu |
| 2-3 | ■ Linea principale Hokuriku | per Kanazawa e Fukui |

## Stazioni adiacenti
| 《                        | Servizio                      | 》                        |
| Linea principale Hokuriku | Linea principale Hokuriku     | Linea principale Hokuriku |
| ------------------------- | ----------------------------- | ------------------------- |
| Kurikara                  | Locale                        | Fukuoka                   |
| Tsubata ←                 | Rapido Holiday Liner Kanazawa | ← Fukuoka                 |